# Greaves Peak
Greaves Peak är en bergstopp i Antarktis. Den ligger i Sydshetlandsöarna. Argentina, Chile och Storbritannien gör anspråk på området. Toppen på Greaves Peak är 240 meter över havet.
Terrängen runt Greaves Peak är platt åt nordväst, men åt sydost är den kuperad. Havet är nära Greaves Peak åt nordväst. Trakten är glest befolkad. Närmaste befolkade plats är Maldonado Station, 12,7 kilometer öster om Greaves Peak. 